# Difluorure de soufre
Le difluorure de soufre est un composé chimique de formule SF2. Il s'agit d'un gaz incolore qui n'est stable qu'en étant très dilué et en l'absence de catalyseurs tels que le fluorure d'hydrogène ou les fluorures métalliques qui favorisent sa décomposition via un dimère S2F4 et un trimère S3F6 pour former du tétrafluorure de soufre SF4 et du fluorure de thiothionyle S=SF2 :
3 SF2 → SF4 + S=SF2.
On peut obtenir le difluorure de soufre en faisant réagir du dichlorure de soufre SCl2 avec du fluorure de potassium KF ou du fluorure de mercure(II) HgF2 à basse pression :
SCl2 + 2 KF → SF2 + 2 KCl ;
SCl2 + HgF2 → SF2 + HgCl2.
Le dimère FSSF3, correspondant au 1,1,1,2-tétrafluorodisulfane, se formerait par insersion d'un monomère SF2 dans l'une des liaisons S–F d'un autre monomère.
L'angle des liaisons F–S–F vaut 98° tandis que les liaisons S–F ont une longueur de 159 pm.